# La Cretina Commedia
La Cretina Commedia – czwarty studyjny album włoskiej formacji ska-punk-folkowej Talco, wydany 20 sierpnia 2010 roku przez wytwórnię Destiny Records. Album promował teledysk do utworu "La Parabola Dei Battagghi". Na płycie znalazł się również utwór "Perdutto Maggio", opisujący pogrzeb Peppino Impastato, włoskiego aktywisty, zamordowanego przez mafię w 1978 roku.

## Lista utworów
1. Intro
2. Correndo Solo
3. Dalla Grotta
4. Punta Raisi
5. Al Carneval
6. La parabola dei Battagghi
7. Ultima età
8. Non è tempo di campare
9. Onda Pazza
10. La Cretina Commedia
11. Perduto Maggio
12. La mia terra
13. Casa Memoria

## Twórcy
- Tomaso De Mattia - wokal, gitara akustyczna, gitara elektryczna
- Emanuele Randon - gitara elektryczna, banjo, chórki
- Marco Salvatici - gitara basowa, chórki
- Nicola Marangon - perkusja
- Enrico Marchioro - saksofon
- Andrea Barin - trąbka